# Provinz Es Semara

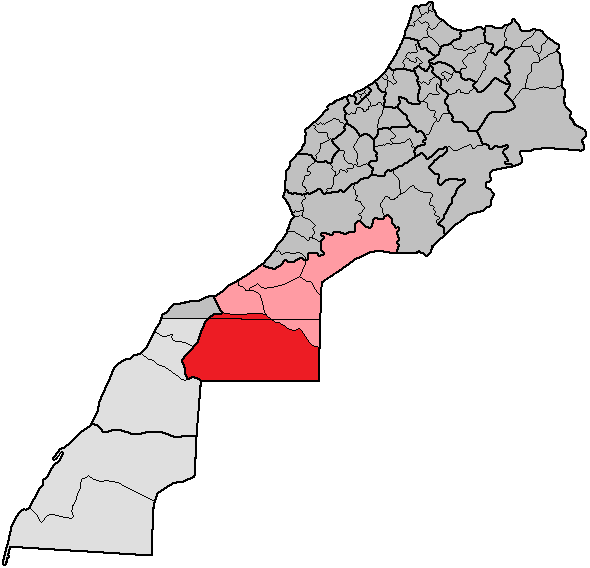
Provinz Es-Semara in der Region Guelmim-Es Semara

Es Semara (Tamazight: ⵜⴰⵙⴳⴰ ⵏ ⵙⵙⵎⴰⵔⴰ) ist eine Provinz der von Marokko annektierten und verwalteten Westsahara. Sie gehört seit der Verwaltungsreform von 2015 zur Region Laâyoune-Sakia El Hamra (davor zu Guelmim-Es Semara) und liegt im Nordosten von Westsahara. Sie grenzt im Norden an Marokko, im Nordosten an Algerien und im Osten und Süden an Mauretanien. Die Provinz hatte bei der letzten Volkszählung 66.014 Einwohner (2014).

## Orte
| Gemeinde             | Einwohner (2. Sep. 1994) | Einwohner (2. Sep. 2004) | Einwohner (24. Sep. 2014) |
| -------------------- | ------------------------ | ------------------------ | ------------------------- |
| Es Semara            | 28.728                   | 33.910                   | 57.035                    |
| Haouza               | 2.940                    | 2.398                    | 5.462                     |
| Tifariti             | 2.666                    | 3.092                    | 55                        |
| Jediriya             | 2.195                    | 2.000                    | 248                       |
| Amgala               | 1.960                    | 860                      | 2.945                     |
| Sidi Ahmed Laâroussi | 1.215                    | 1.820                    | 269                       |
| Total                |                          | 44.080                   | 66.014                    |